# Ashford (Connecticut)
Ashford es un pueblo ubicado en el condado de Windham en el estado estadounidense de Connecticut. En el año 2005 tenía una población de 4416 habitantes y una densidad poblacional de 44 personas por km².

## Geografía
Ashford se encuentra ubicada en las coordenadas 41°53′11″N 72°10′23″O / 41.88639, -72.17306.

## Demografía
Según la Oficina del Censo en 2000 los ingresos medios por hogar en la localidad eran de $55,000, y los ingresos medios por familia eran $61,693. Los hombres tenían unos ingresos medios de $42,117 frente a los $31,942 para las mujeres. La renta per cápita para la localidad era de $26,104. Alrededor del 5.9% de la población estaban por debajo del umbral de pobreza.